# Supercopa da Espanha de 2015
A Supercopa da Espanha 2015 foi a 32ª edição do torneio, disputada em partida de ida e volta entre o Campeão Espanhol 2014-15 (Barcelona) e o vice campeão da Copa do Rei da Espanha dessa temporada (Atlético de Bilbao). Apesar de muitos apontarem o clube catalão como o favorito, o Bilbao surpreendeu e ganhou de 5-1 na soma dos dois jogos.

## Transmissão

### No Brasil
No Brasil, os jogos serão transmitidos exclusivamente pelo canal fechado ESPN Brasil.

## Participantes
| Equipe          | Classificação                              |
| --------------- | ------------------------------------------ |
| Barcelona       | Campeão La Liga de 2014–15                 |
| Athletic Bilbao | Melhor colocado na Copa del Rey de 2014-15 |

## Final
Jogo de ida
| 14 de Agosto | Athletic Bilbao                            | 4 – 0  | Barcelona | Estádio de San Mamés, Bilbao      |
| 22:00        | San José 13' · Arduriz 53', 60', 67' (pen) | Report |           | Árbitro: ESP José González (FIFA) |

| Athletic Bilbao | Barcelona |

| GK               | 1  | Gorka Iraizoz    |     |     |
| RB               | 10 | Óscar de Marcos  |     |     |
| CB               | 16 | Xabier Etxeita   | 70' |     |
| CB               | 4  | Aymeric Laporte  |     |     |
| LB               | 24 | Mikel Balenziaga |     |     |
| DM               | 7  | Beñat Etxebarria | 44' |     |
| DM               | 6  | Mikel San José   | 89' |     |
| RM               | 14 | Markel Susaeta   | 73' | 84' |
| AM               | 5  | Javier Eraso     | 43' | 76' |
| LM               | 25 | Sabin Merino     |     | 66' |
| CF               | 20 | Aritz Aduriz     |     |     |
| Substitutos:     |    |                  |     |     |
| GK               | 30 | Iago Herrerín    |     |     |
| DF               | 2  | Eneko Bóveda     |     | 84' |
| DF               | 3  | Gorka Elustondo  |     |     |
| DF               | 18 | Carlos Gurpegui  | 87' | 76' |
| DF               | 30 | Iñigo Lekue      |     | 66' |
| MF               | 23 | Ager Aketxe      |     |     |
| FW               | 9  | Kike Sola        |     |     |
| Treinador:       |    |                  |     |     |
| Ernesto Valverde |    |                  |     |     |

| GK           | 1  | Marc-André ter Stegen |     |     |
| RB           | 6  | Dani Alves            | 66' |     |
| CB           | 15 | Marc Bartra           |     |     |
| CB           | 23 | Thomas Vermaelen      |     |     |
| LB           | 21 | Adriano               |     |     |
| RM           | 12 | Rafinha               |     | 51' |
| CM           | 14 | Javier Mascherano     | 80' |     |
| LM           | 20 | Sergi Roberto         |     | 59' |
| RF           | 10 | Lionel Messi          |     |     |
| CF           | 9  | Luis Suárez           |     |     |
| LF           | 7  | Pedro 40'             | 71' |     |
| Substitutos: |    |                       |     |     |
| GK           | 13 | Claudio Bravo         |     |     |
| DF           | 3  | Gerard Piqué          |     |     |
| MF           | 4  | Ivan Rakitić          |     | 59' |
| MF           | 5  | Sergio Busquets       |     |     |
| MF           | 8  | Andrés Iniesta        | 89' | 51' |
| FW           | 16 | Sandro Ramírez        |     | 71' |
| FW           | 17 | Munir El Haddadi      |     |     |
| Treinador:   |    |                       |     |     |
| Luis Enrique |    |                       |     |     |

Jogo de volta
| 17 de Agosto | Barcelona | 1 – 1  | Athletic Bilbao | Estádio Camp Nou, Barcelona                 |
| 22:00        | Messi 44' | Report | Aduriz 75'      | Árbitro: ESP Carlos Velasco Carballo (FIFA) |

| Barcelona | Athletic Bilbao |

| GK           | 13 | Claudio Bravo         |     |     |
| RB           | 6  | Dani Alves            |     |     |
| CB           | 3  | Gerard Piqué          | 56' |     |
| CB           | 14 | Javier Mascherano     |     |     |
| LB           | 24 | Jérémy Mathieu        |     |     |
| RM           | 4  | Ivan Rakitić          |     | 68' |
| CM           | 5  | Sergio Busquets       |     |     |
| LM           | 8  | Andrés Iniesta        |     |     |
| RF           | 10 | Lionel Messi          |     |     |
| CF           | 9  | Luis Suárez           |     |     |
| LF           | 7  | Pedro                 | 45' | 68' |
| Substitutos: |    |                       |     |     |
| GK           | 1  | Marc-André ter Stegen |     |     |
| DF           | 15 | Marc Bartra           |     |     |
| DF           | 23 | Thomas Vermaelen      |     |     |
| MF           | 12 | Rafinha               |     |     |
| MF           | 20 | Sergi Roberto         |     |     |
| FW           | 16 | Sandro Ramírez        |     | 68' |
| FW           | 17 | Munir El Haddadi      |     | 68' |
| Treinador:   |    |                       |     |     |
| Luis Enrique |    |                       |     |     |

| GK               | 1  | Gorka Iraizoz    |     |     |     |
| RB               | 2  | Eneko Bóveda     | 30' |     |     |
| CB               | 16 | Xabier Etxeita   |     | 68' |     |
| CB               | 4  | Aymeric Laporte  |     |     |     |
| LB               | 24 | Mikel Balenziaga |     |     |     |
| DM               | 18 | Carlos Gurpegui  |     |     |     |
| RW               | 10 | Óscar de Marcos  |     |     |     |
| CM               | 7  | Beñat Etxebarria | 60' | 83' |     |
| CM               | 5  | Javier Eraso     | 41' |     |     |
| LW               | 14 | Markel Susaeta   |     |     |     |
| CF               | 20 | Aritz Aduriz     | 59' | 81' |     |
| Substitutos:     |    |                  |     |     |     |
| GK               | 13 | Iago Herrerín    |     |     |     |
| DF               | 3  | Gorka Elustondo  |     | 68' |     |
| DF               | 30 | Iñigo Lekue      |     |     |     |
| MF               | 17 | Mikel Rico       |     | 83' |     |
| MF               | 23 | Ager Aketxe      |     |     |     |
| FW               | 9  | Kike Sola        |     | 81' | 85' |
| FW               | 25 | Sabin Merino     |     |     |     |
| Treinador:       |    |                  |     |     |     |
| Ernesto Valverde |    |                  |     |     |     |

## Campeão
| Campeão da Supercopa da Espanha de 2015 |
| --------------------------------------- |
| ATHLETIC BILBAO 2° titulo               |